# Landes (Charente-Maritime)
Landes é uma comuna francesa na região administrativa da Nova Aquitânia, no departamento de Charente-Maritime. Estende-se por uma área de 16,05 km². Em 2010 a comuna tinha 612 habitantes (densidade: 38,1 hab./km²).